# Дідьє Оріоль
Дідьє Оріоль (фр. Didier Auriol, *18 серпня 1958, Монпельє) — найкращий французький пілот за всю історію проведення чемпіонатів світу з ралі — він здобув 18 перемог і виграв корону в 1994 році. Крім того, Оріолю належить рекорд за кількістю перемог в одному сезоні — він виграв шість етапів у 1992 році.
Оріоль народився 18 серпня 1958 року в місті Монпельє, яке розташоване на півдні Франції. Після закінчення навчання Дідьє влаштовується працювати водієм швидкої допомоги в місцеву лікарню, проте не це займає молодого француза — під вилянням старшого брата Дідьє вирішив спробувати себе в ралі. Перший старт відбувся в 1979 році на старенькій «Simca 1000», потім він пересідає за кермо Renault 5 Turbos, проте першої значимої перемоги Оріоль добився лише в 1986 році, коли він виграв чемпіонат Франції на «MG Metro 6R4». Наступного року він повторює свій успіх, цього разу за кермом Ford. Третій титул чемпіона Франції, завойований Оріолем в 1988 році показав, що Дідьє значно переріс рівень національної першості. 1992 рік став найскладнішим в кар'єрі француза, з одного боку він здобув 6 перемог на етапах чемпіонату (цей рекорд не побитий досі), а з іншого боку, випереджаючи найближчого переслідувача за три гонки до кінця чемпіонату на 39 очок, не зумів завоювати титул чемпіона.